# Metabotrop receptor
Metabotropa receptorer är en underkategori av receptorer på cellmembranet. I nervsystemet kan cellulära receptorer grovt delas in i två grupper: 
- Jonotropa receptorer, som påverkar cellens membranpotential och sannolikheten att den skall depolarisera.
- Metabotropa receptorer, som påverkar cellens intracellulära maskineri och metabolism, vilket även kan ge förändringar i dess genuttryck. Dessa förändringar är i regel mer långsiktiga än de som jonotropa receptorer ger upphov till.